# 蒙特-拉斯
蒙特-拉斯，是西班牙加泰罗尼亚赫罗纳省的一个市镇。总面积12平方公里，总人口1676人（2001年），人口密度140人/平方公里。